# 古迪里
14°11′N 12°43′W / 14.183°N 12.717°W
古迪里（法語：Goudiry），是塞內加爾的城鎮，位於該國東部，由坦巴昆達區負責管轄，是古東普省的首府，處於坦巴昆達東北面113公里，海拔高度57米，2013年人口6,867。